# 尼约勒勒多朗
尼约勒勒多朗（法語：Nieul-le-Dolent，法語發音：[njœl lə dɔlɑ̃]）是法国卢瓦尔河地区大区旺代省的一个市镇，位于该省中西部，属于莱萨布勒多洛讷区。

## 地理
尼约勒勒多朗（46°34'30"N, 1°30'32"W）面积27.5 平方千米，位于法国卢瓦尔河地区大区旺代省，该省份为法国西部沿海省份，北起大西洋卢瓦尔省和曼恩-卢瓦尔省，西临大西洋，南至滨海夏朗德省，东部及东南部与德塞夫勒省接壤。
与尼约勒勒多朗接壤的市镇（或旧市镇、城区）包括：欧比尼-莱克卢佐、拉布瓦西耶尔-德朗德、勒日鲁阿尔、格罗布勒伊、普瓦鲁、圣阿沃古尔德朗德、圣弗莱沃德卢、欧比尼。

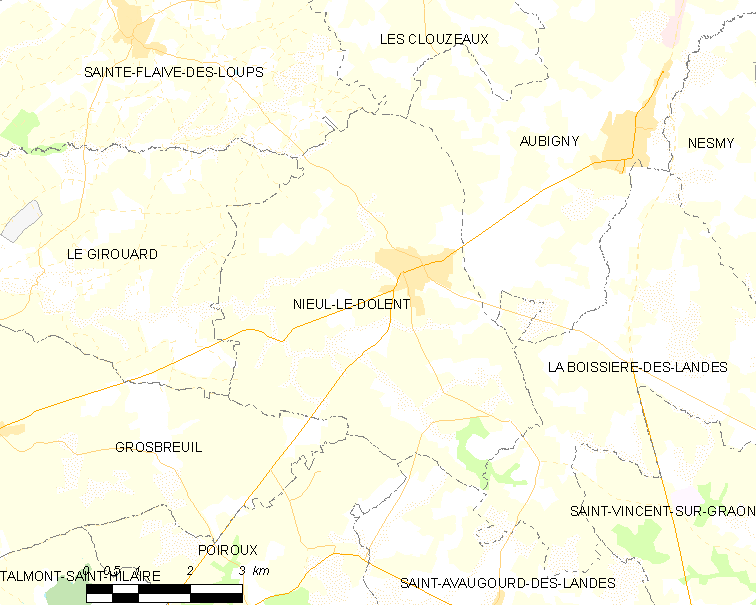
尼约勒勒多朗的OSM定位图

尼约勒勒多朗的时区为UTC+01:00、UTC+02:00（夏令时）。

## 行政
尼约勒勒多朗的邮政编码为85430，INSEE市镇编码为85161。

## 政治
尼约勒勒多朗所属的省级选区为塔尔蒙-圣伊莱尔县。

## 人口

1962-2008年间尼约勒勒多朗人口变化图示

尼约勒勒多朗于2022年1月1日时的人口数量为2546人。